# Кубок Тото 2001—2002
Кубок Тото 2001–2002 — 18-й розіграш Кубка Тото. Змагання проводиться серед 12 команд прем'єр-ліги та 12 команд Ліги Леуміт, які у «плей-оф» визначають переможця. Вперше переможцем турніру став Хапоель (Тель-Авів).

## Перший раунд
| Команда 1                 | Заг.         | Команда 2                    | 1-й матч | 2-й матч |
| ------------------------- | ------------ | ---------------------------- | -------- | -------- |
| 3/10 серпня 2001          |              |                              |          |          |
| Хапоель (Раанана) (2)     | 1:1 пен. 5:4 | Бней-Єгуда (2)               | 0:1      | 1:0 дч   |
| Бней Сахнін (2)           | 3:1          | Бейтар (Беер-Шева) (2)       | 1:0      | 2:1      |
| 3/11 серпня 2001          |              |                              |          |          |
| Ашдод                     | 3:1          | Хапоель (Беер-Шева)          | 2:1      | 1:0      |
| 4/10 серпня 2001          |              |                              |          |          |
| Хапоель (Рішон-ле-Ціон)   | 3:2          | Хапоель (Бейт-Шеан) (2)      | 1:1      | 2:1      |
| Маккабі (Герцлія) (2)     | 2:0          | Хакоах Маккабі Амідар (2)    | 0:0      | 2:0      |
| Хапоель (Рамат-Ган) (2)   | 2:4          | Хапоель (Кфар-Сава) (2)      | 1:1      | 1:3      |
| Маккабі (Кафр-Кана) (2)   | 3:1          | Хапоель Цафрірім (Холон) (2) | 1:0      | 2:1      |
| 4/11 серпня 2001          |              |                              |          |          |
| Маккабі Ахі (Назарет) (2) | 2:6          | Маккабі (Кір'ят-Гат)         | 0:4      | 2:2      |

## 1/8 фіналу
| Команда 1                    | Заг.    | Команда 2               | 1-й матч | 2-й матч |
| ---------------------------- | ------- | ----------------------- | -------- | -------- |
| 17 серпня/6 листопада 2001   |         |                         |          |          |
| Маккабі (Нетанья)            | 2:5     | Ашдод                   | 0:1      | 2:4      |
| 17 серпня/13 листопада 2001  |         |                         |          |          |
| Хапоель (Петах-Тіква)        | 6:2     | Бейтар                  | 2:0      | 4:2      |
| 17 серпня/20 листопада 2001  |         |                         |          |          |
| Хапоель (Кфар-Сава) (2)      | 2:3     | Маккабі (Кафр-Кана) (2) | 1:2      | 1:1      |
| 18 серпня/6 листопада 2001   |         |                         |          |          |
| Маккабі (Хайфа)              | 5:2     | Маккабі (Петах-Тіква)   | 2:0      | 3:2      |
| 18 серпня/13 листопада 2001  |         |                         |          |          |
| Хапоель (Раанана) (2)        | 3:5     | Маккабі (Герцлія) (2)   | 2:2      | 1:3      |
| 18 серпня/20 листопада 2001  |         |                         |          |          |
| Бней Сахнін (2)              | 2:2 (ч) | Хапоель (Рішон-ле-Ціон) | 0:1      | 2:1      |
| 18 серпня/27 листопада 2001  |         |                         |          |          |
| Маккабі (Тель-Авів)          | 10:1    | Хапоель (Хайфа)         | 6:0      | 4:1      |
| 18 серпня 2001/15 січня 2002 |         |                         |          |          |
| Маккабі (Кір'ят-Гат)         | 0:3     | Хапоель (Тель-Авів)     | 0:2      | 0:1      |

## 1/4 фіналу
| Команда 1             | Рахунок | Команда 2               |
| --------------------- | ------- | ----------------------- |
| 15 січня 2002         |         |                         |
| Маккабі (Тель-Авів)   | 1:0     | Хапоель (Петах-Тіква)   |
| 22 січня 2002         |         |                         |
| Маккабі (Хайфа)       | 1:3     | Бней Сахнін (2)         |
| Маккабі (Герцлія) (2) | 1:2     | Хапоель (Тель-Авів)     |
| Ашдод                 | 3:1     | Маккабі (Кафр-Кана) (2) |

## 1/2 фіналу
| Команда 1           | Рахунок | Команда 2       |
| ------------------- | ------- | --------------- |
| 5 лютого 2002       |         |                 |
| Маккабі (Тель-Авів) | 1:2     | Ашдод           |
| Хапоель (Тель-Авів) | 1:0 дч  | Бней Сахнін (2) |

## Фінал
| 14 травня 2002 |

| Хапоель (Тель-Авів)                      | 4:2      | Ашдод                 |
| ---------------------------------------- | -------- | --------------------- |
| Луз 39' Уді 44' Туама 61' Билич 86' (аг) | Протокол | Ньїлас 65' Ревіво 83' |

| «Рамат-Ган», Рамат-Ган Глядачів: 3 000 Арбітр: Ассаф Кейнан |